# Hans Hartenbeck den äldre
Hans Hartenbeck den äldre, död 3 november 1644, var en svensk domkyrkoorganist i Västerås församling.

## Biografi
Hans Hartenbeck var från 1613 domkyrkoorganist i Västerås församling. Han blev 1623 organist i Stora Kopparbergs församling och stannade där till 1626. Han blev senast 1629 domkyrkoorganist i Västerås stannade där fram till sin död. Han avled 3 november 1644.

### Familj
Hartenbeck var gift och fick barnen Anna Hartenbeck (gift med organisten Didrich Schreij den äldre), Michael Hartenbeck den äldre (född 1618), Jacob Hartenbeck (1623–1648), Påwel Hartenbeck (född 1627) och Hans Hartenbeck den yngre (1631–1669).